# نهر فاردار

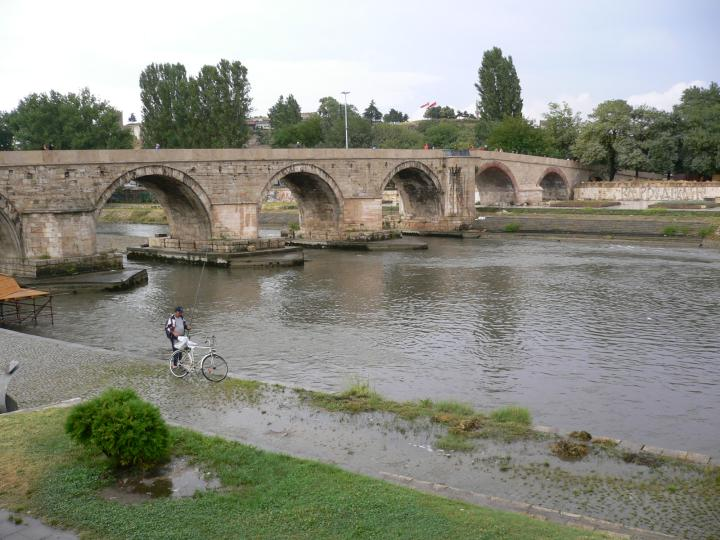
نهر فاردار في العاصمة المقدونية سكوبي.

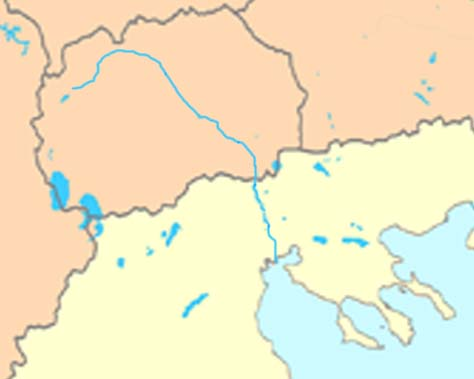
مجرى نهر فاردار

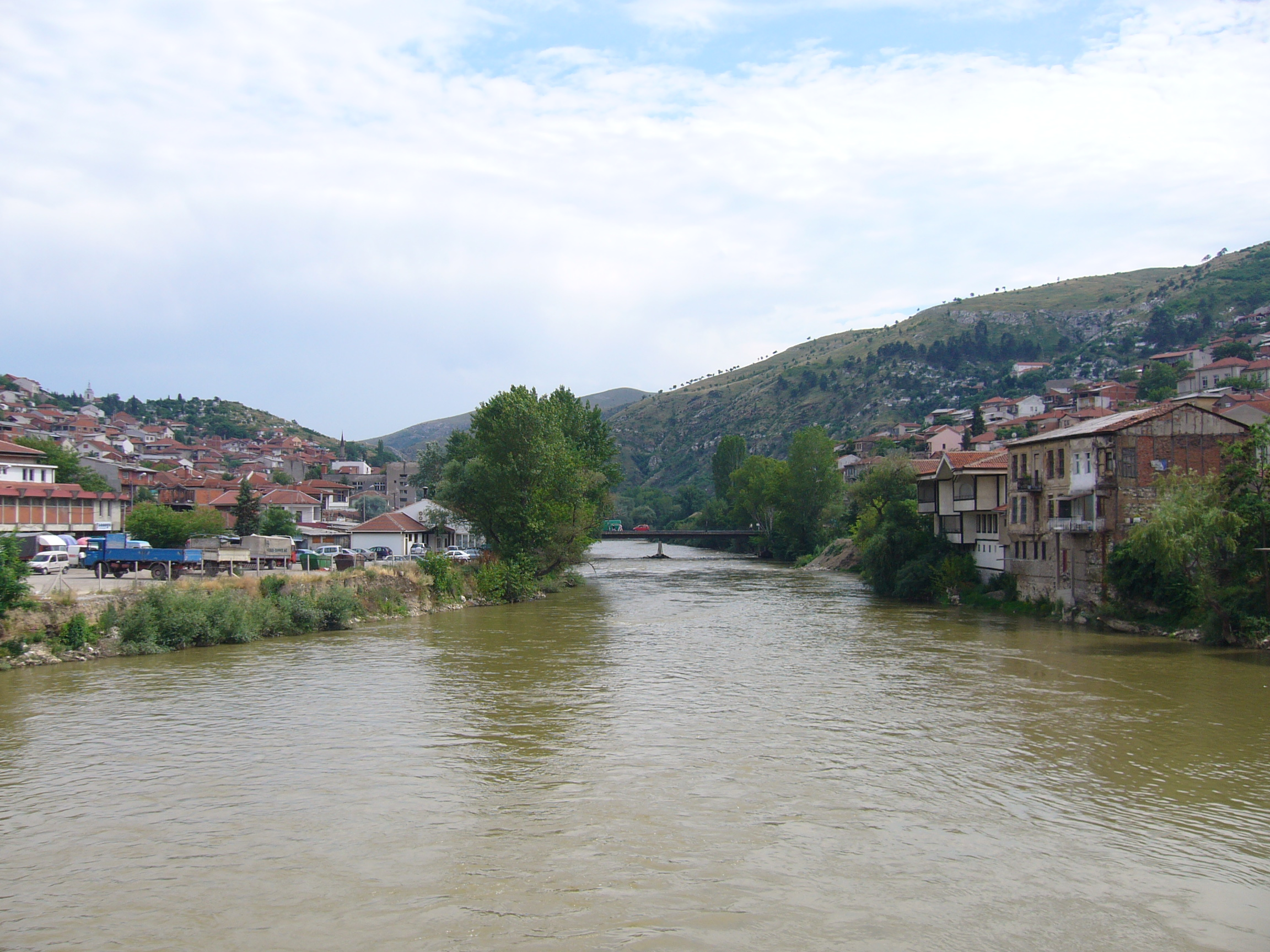
نهر فاردار.

نهر فاردار (بالمقدونية: Вардар; فاردار ، باليونانية: Βαρδάρης ، فارداريس) هو أطول نهر في جمهورية مقدونيا وأحد أهم الأنهار في اليونان، يبلغ طول نهر فاردار نحو 388 كم وأقصى عمق له هو أربعة أمتار. ينبع النهر من مرتفعات شمال مقدونيا ويمر باليونان قبل أن يصب في بحر إيجة قرب مدينة سالونيك. يطلق على المنطقة التي تشكل حوض نهر فاردار اسم فاردار مقدونيا نسبة إلى النهر.

## معرض صور

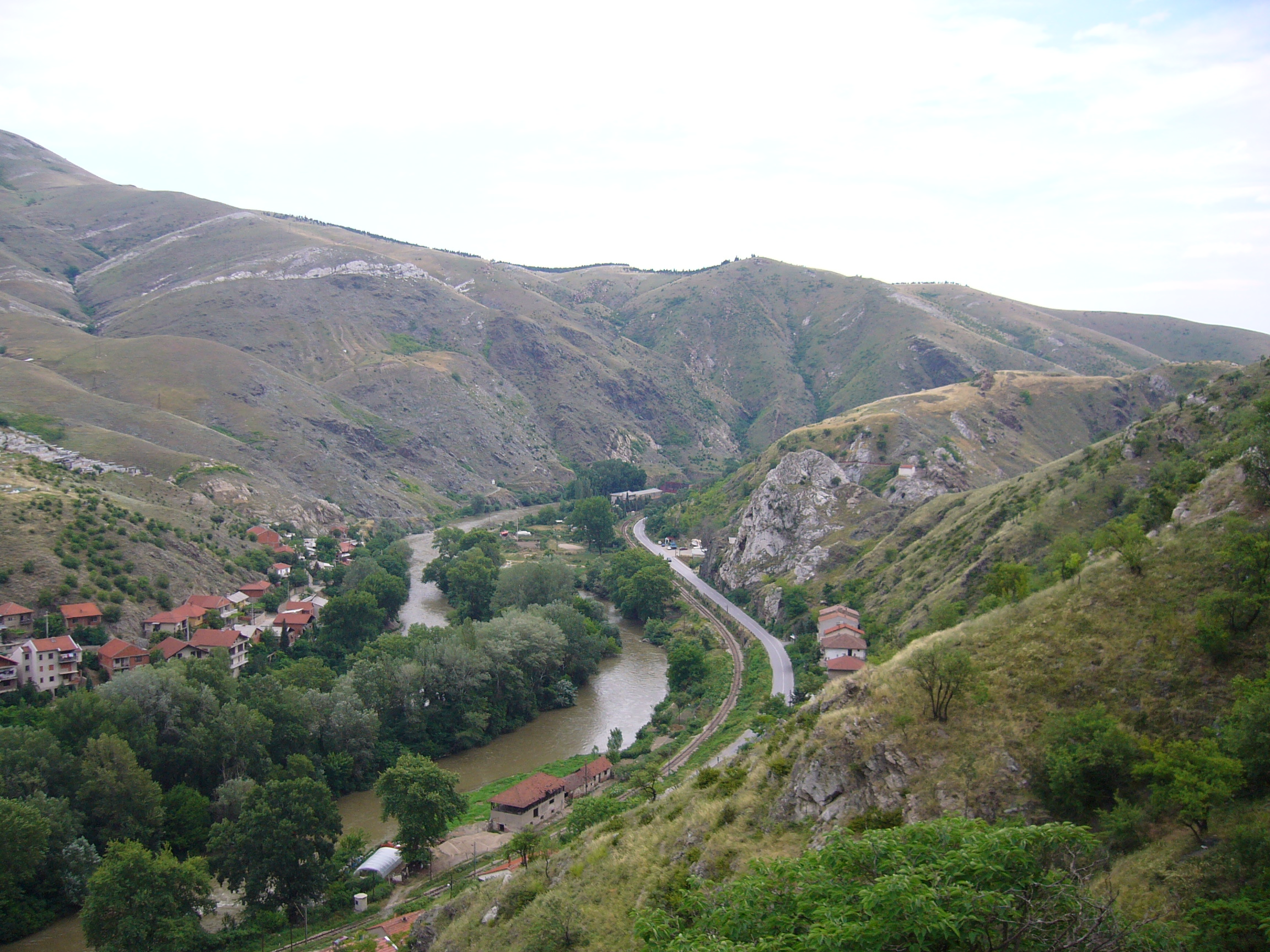
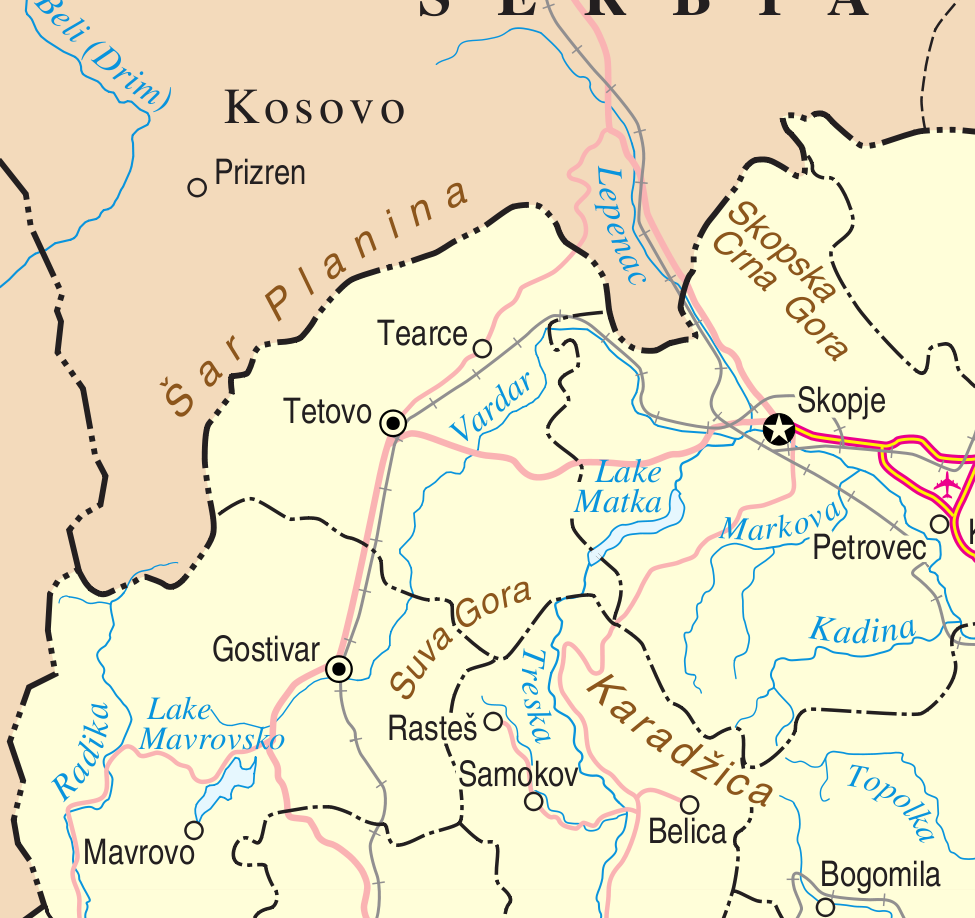
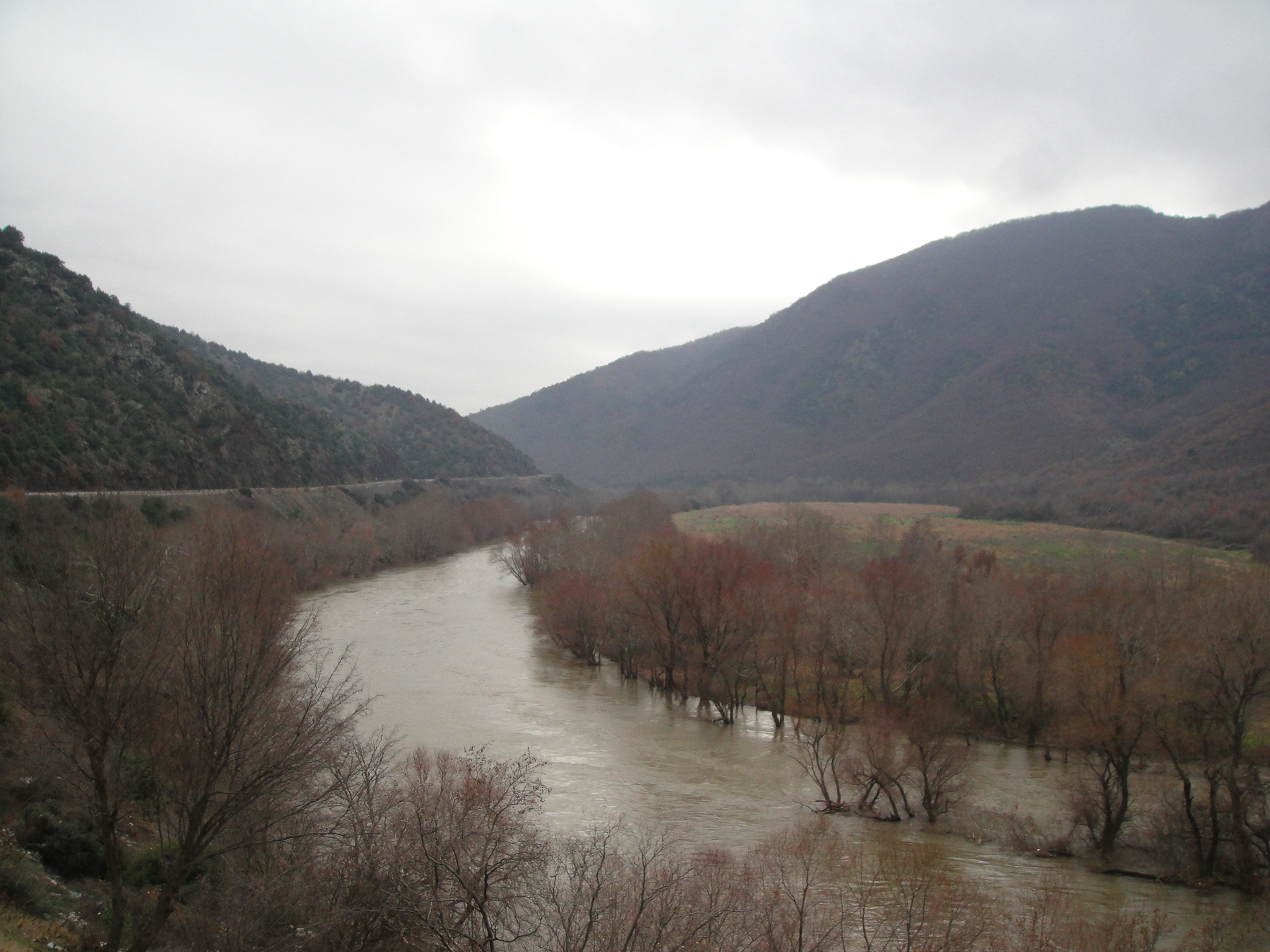
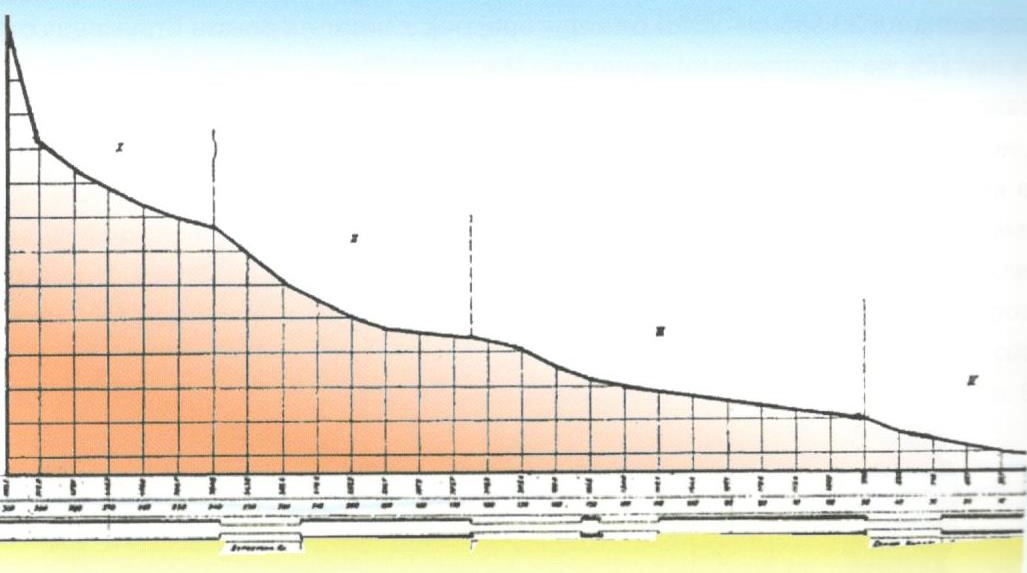
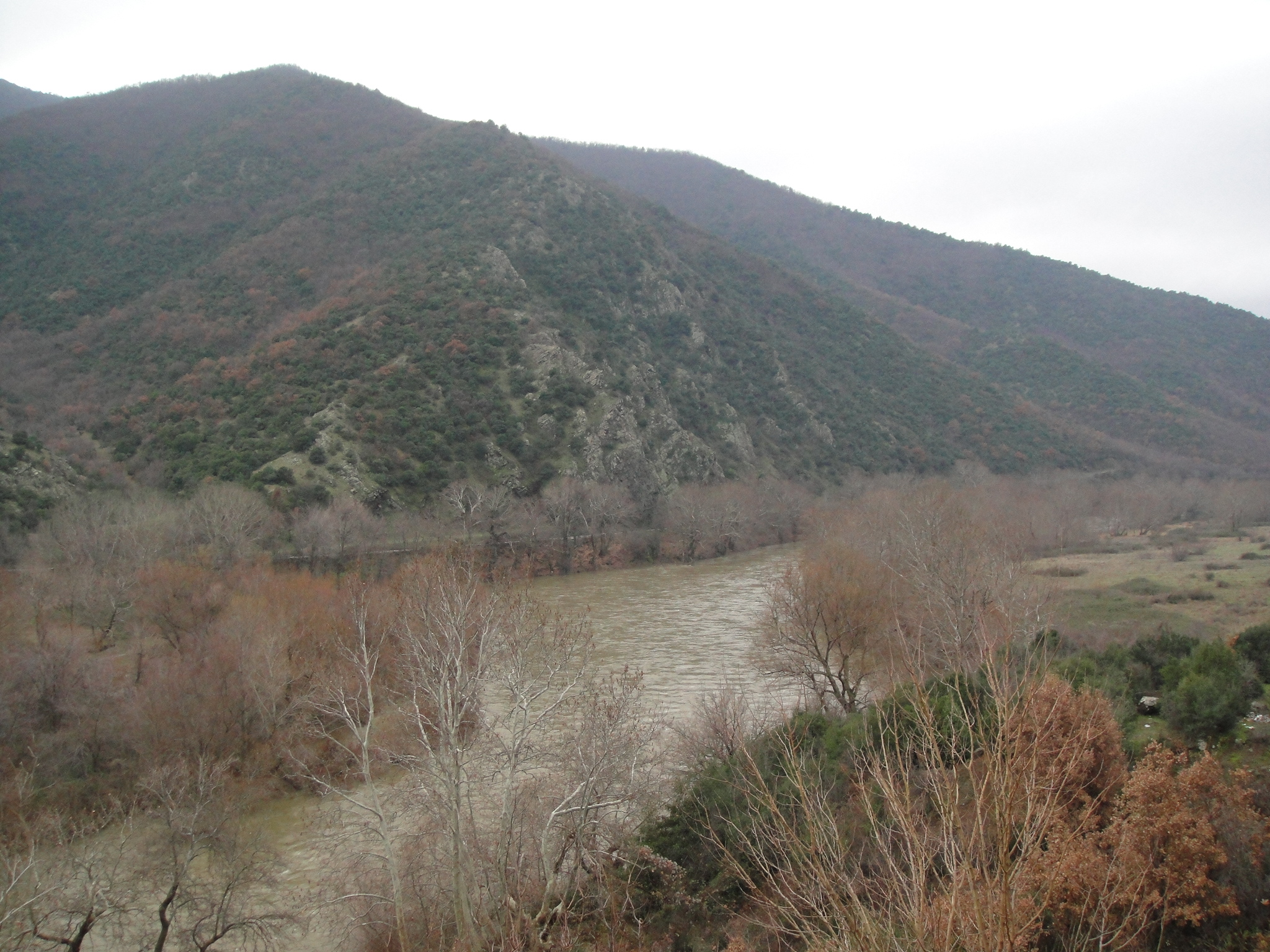
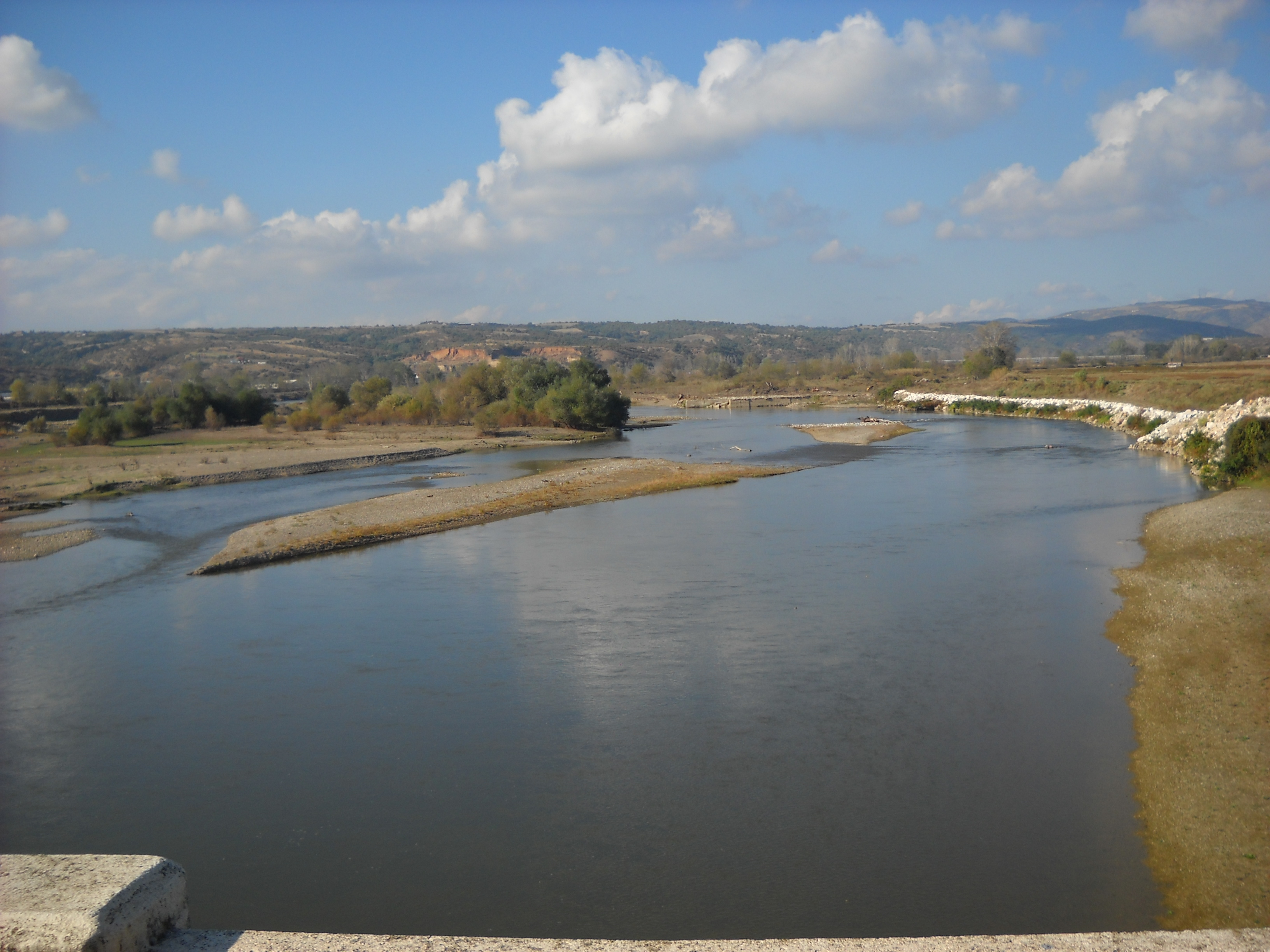